# Nunatak Hertha
O Nunatak Hertha (65° 09′ S, 59° 59′ O) é um nunatak de 1 milha náutica (1,9 km) a noroeste do Nunatak Castor no grupo de Nunataks Foca, fora da costa leste da Península Antártica. Primeiramente visto e mapeado como uma ilha em dezembro de 1893 pelo capitão C.A. Larsen, que o batizou com o nome do Hertha, um navio que combinava caça às focas e atividades de exploração junto à costa oeste da Península Antártica sob o comando do Capitão C.J. Evensen em 1893-94. Foi considerado como nunatak pela Expedição Antártica Sueca sob o comando do Nordenskjold durante uma jornada de trenó em 1902.
 Este artigo incorpora material em domínio público  de United States Geological Survey   , documento "Nunatak Hertha" (conteúdo do Geographic Names Information System).